# 사무엘 테일러 달링

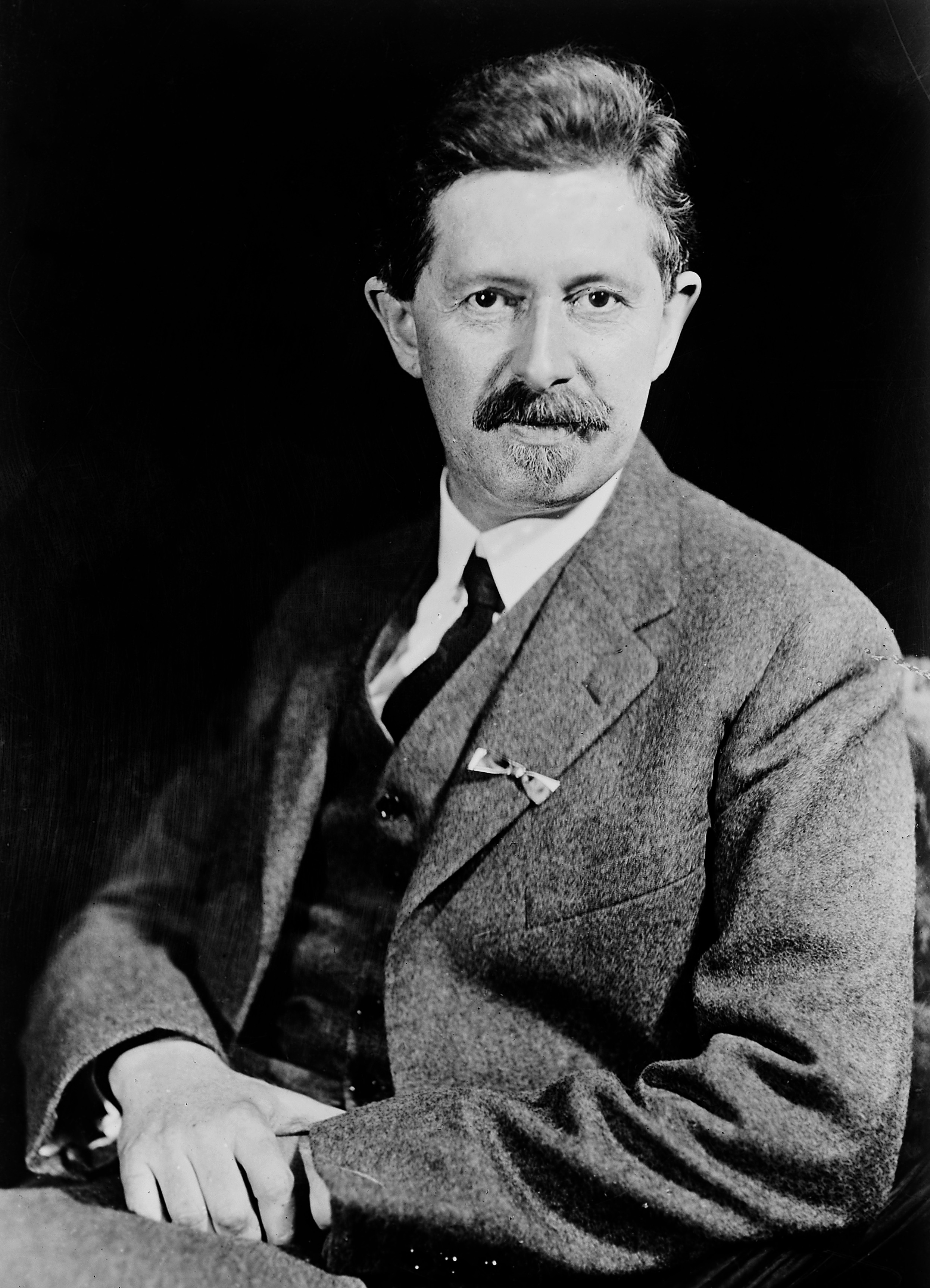
사무엘 테일러 달링

사무엘 테일러 달링(Samuel Taylor Darling, 1872년 4월 6일 뉴저지 해리슨 – 1925년 5월 21일 베이루트)은 1906년 파나마에서 히스토플라스마증의 원인 병원체인 히스토플라스마 캡슐라툼(Histoplasma capsulatum)을 발견한 미국의 병리학자이자 세균학자이다. 그는 영국의 말라리아 전문의인 Norman Lothian과 함께 베이루트에서 교통사고로 사망했다. 말라리아 연구에 대한 상인 '달링상'(Darling Prize)은 그를 기리기 위해 제정되었다.